# عملگر انرژی
در مکانیک کوانتومی انرژی به صورت نتیجهٔ عمل عملگر انرژی (به انگلیسی: Energy Operator) بر روی تابع موج تعریف می‌شود.

## تعریف
عملگر انرژی به‌صورت زیر تعریف می‌شود:
{\displaystyle {\hat {E}}=i\hbar {\frac {\partial }{\partial t}}\,\!}
که بر روی تابع موج اعمال می‌شود (فراوانی احتمالی برای پیکربندی‌های متفاوت سیستم)
{\displaystyle \Psi \left(\mathbf {r} ,t\right)\,\!}